# 全美善
全美善（韓語：전미선，1970年12月7日—2019年6月29日），韓國女演員。2019年6月29日，全美善在全州市的一个酒店自杀。

## 演出作品

### 電視劇
- 1989年：KBS《土地》飾演 李鳳順
- 1989年~2002年：MBC《田園日記》飾演 淑怡
- 1989年：KBS《野望的歲月》
- 1991年：MBC《黎明的眼睛》飾演 李順愛
- 1992年：SBS《모닥불에 바친다》飾演 江秀喜
- 1996年：KBS《直到愛你的那一天》飾演 李由美
- 1996年：MBC《Best劇場－世梨與秀芝》飾演 世梨阿姨
- 1996年：MBC《Best劇場－설사약 권하는 사회》飾演 未婚女性
- 1998年：KBS《傳說的故鄉-墓谷城》
- 1999年：MBC《Best劇場－姻緣》飾演 姜夫人
- 2000年：KBS《太祖王建》飾演 神明順成王后
- 2002年：MBC《人魚小姐》飾演 尹聖美
- 2002年：SBS《野人時代》飾演 朴啟淑
- 2003年：SBS《銀幕》飾演 朴珠瑩
- 2003年：KBS《石楠花》飾演 金秀玉
- 2003年：KBS《薔薇》
- 2006年：KBS《黃真伊》飾演 陳賢錦（真伊母）
- 2008年：MBC《伊甸園之東》飾演 李靜子
- 2009年：KBS《傻瓜》飾演 車妍敬
- 2010年：KBS《麵包王金卓求》飾演 金美順（卓求母）
- 2011年：MBC《Royal Family》飾演 林允書
- 2011年：KBS《烏鵲橋兄弟》飾演 金美淑
- 2011年：OCG《少女K殺手》飾演 車仁淑
- 2011年：KBS《波塞冬》飾演 朴敏靜
- 2012年：MBC《擁抱太陽的月亮》飾演 張綠英
- 2012年：MBC《第一千個男人》飾演 具美善（九尾善）
- 2012年：SBS《五指》飾演 宋南珠
- 2013年：KBS《一絲的純情》飾演 金善美
- 2013年：SBS《熱愛》飾演 楊恩淑
- 2014年：KBS《陽光滿溢》飾演 白蘭珠
- 2014年：JTBC《下女們》飾演 尹氏
- 2015年：TV朝鮮／tvN《偉大的故事－入試的定石》飾演 朴女士
- 2015年：KBS《Who Are You－學校2015》飾演 宋美京
- 2015年：SBS《歸來的黃金福》飾演 黃恩實／劉愛蘭
- 2015年：tvN《請回答1988》飾演 成寶拉（中年）
- 2016年：SBS《六龍飛天》飾演 蓮香
- 2016年：KBS《怪異家族》飾演 沈順愛
- 2016年：JTBC《魔女寶鑑》飾演 孫氏
- 2016年：KBS《雲畫的月光》飾演 淑儀朴氏
- 2017年：tvN《芝加哥打字機》飾演 林素芸／蘇菲亞（特別出演）
- 2017年：MBC《守望者》飾演 朴允熙
- 2017年：KBS《Andante》飾演 吳正婉
- 2017年：KBS《魔女的法庭》飾演 高載淑
- 2017年：KBS《即使恨也愛你》飾演 吉恩晶
- 2018年：MBC《偉大的誘惑者》飾演 薛英媛
- 2019年：tvN《會讀心術的那小子》飾演 姜恩周

### 電影
- 1994年：《年轻人》
- 1998年：《八月照相館》
- 2003年：《殺人回憶》
- 2005年：《85度瘋狂之愛》
- 2006年：《好好過日子》
- 2008年：《傻瓜》
- 2009年：《非常母親》
- 2010年：《婚紗》
- 2010年：《這個星期六》
- 2011年：《奇怪的鄰居》
- 2013年：《捉迷藏》
- 2016年：《偉大的願望（朝鲜语：위대한 소원）》飾演 高浣的媽媽
- 2017年：《剩餘的愛》
- 2019年：《王的文字》飾演 昭憲王后
- 2020年：《正在相愛嗎？（朝鲜语：사랑하고 있습니까?）》飾演 晓靜母亲

### 綜藝節目
- 2012年9月30日：SBS《Running Man》 Ep113
- 2013年8月11日：SBS《Running Man》 Ep158
- 2016年：MBC《無限挑戰》

### MV
- 2006年：張慧真《不要離開》（與金侖珍）

## 獲獎
- 2006年：KBS演技大賞－女配角獎（黃真伊）
- 2015年：SBS演技大賞－日日電視劇部門 女子特別演技賞（歸來的黃金福）

## 去世
2019年6月29日上午11点45分左右，全美善被经纪人发现瘫倒于全州某酒店的洗手间内，全美善被送往医院后已没有呼吸和心跳。警方初步判断为自杀，推断自杀时间为凌晨两点左右。警方透露全美善近来有近亲去世，母亲卧病在床，因此她最近情绪低落，有憂郁症倾向。

## 外部連結
- 全美善（页面存档备份，存于）
- EPG
- 全美善